# 牛乳のみお
牛乳 のみお（ぎゅうにゅう のみお）は、日本の漫画家。

## 作品リスト
- ほかかわーくす（『まんがタイムきらら』2013年7月号[1] - 2014年3月号） - 未単行本化。
- 女子小学生はじめました（『ニコニコ静画（マンガ）』2012年12月2日 - 2019年9月4日）
  - 『女子小学生はじめましたP!』白泉社〈ジェッツコミックス・ヤングアニマルコミックス〉全10巻（『ヤングアニマル』2014年12号[2] - 2019年20号[3]）
- 『腕撃のパンツァー』KADOKAWA〈MFコミックス アライブシリーズ〉既刊1巻（『月刊コミックアライブ』2022年2月号[4] - 2022年12月号[5]）
  1. 2022年7月23日発売[6][7]、ISBN 978-4-04-681437-1